# Axel Andersen
Axel Sigurd Andersen (Copenaghen, 20 dicembre 1891 – Copenaghen, 15 maggio 1931) è stato un ginnasta danese.

## Palmarès

### Olimpiadi
- 1 medaglia:
  - 1 bronzo (Stoccolma 1912 nel concorso libero a squadre)